# کنسرتو پیانو شماره ۲۳ (موتسارت)
کنسرتو پیانو شماره ۲۳ در لا ماژور، K..۴۸۸، اثری از ولفگانگ آمادئوس موتسارت هست. این قطعه در قالب کنسرتو، و برای پیانو و ارکستر نوشته شده هست.

طبق کاتالوگ شخص موتسارت، این کنسرتو در ۲ مارس ۱۷۸۶ تکمیل شد؛ که دو ماه پیش از اجرای عروسی فیگارو، اپرا معروف آهنگساز، و سه هفته قبل از تکمیل کنسرتو بعدی خود بود.